# Gaetano Ceschina
Luigi Gaetano Ceschina (* 15. August 1879; † 8. Dezember 1960) war ein italienischer Unternehmer.
Der jüngere Bruder von Renzo Ermes Ceschina (1875–1945) arbeitete zunächst als Vertreter für Medikamente und chirurgische Artikel. 
1907 erfand er einen aseptischen Verband und gründete eine Fabrik, die in den Kriegszeiten florierte. In den Notzeiten erwarb er Immobilien. 
1920 übernahm er Pauly & C. – Compagnia Venezia Murano. 1925 finanzierte er seinem Bruder den Verlag Ceschina. Er ließ zahlreiche Gebäude errichten, wie Ende der 20er Jahre das Grand Hotel Cesenatico  und Grand Hotel Riccione.
Im November 1937 wurde er zum Cavaliere del Lavoro ernannt. Bestattet ist er auf dem Cimitero Monumentale di Milano.